# Тоинка
Тоинка — село в Чаинском районе Томской области, Россия. Входит в состав Чаинского сельского поселения.

## История
Основано в 1906 году. По данным на 1926 года посёлок Тоинский состоял из 18 хозяйств, основное население — русские. В административном отношении являлся центром Тоинского сельсовета Чаинского района Томского округа Сибирского края.

## Население
| 1920 | 1926 | 1931 | 1956 | 1995 | 1996 | 1997 |
| ---- | ---- | ---- | ---- | ---- | ---- | ---- |
| 25   | ↗109 | →109 | ↗281 | ↘185 | ↗187 | ↘183 |
| 1998 | 1999 | 2002 | 2010 | 2012 | 2013 | 2014 |
| ↘181 | ↘170 | ↘121 | ↘65  | ↘63  | ↘56  | ↘53  |
| 2015 | 2021 |      |      |      |      |      |
| ↘52  | →52  |      |      |      |      |      |

Национальный состав
Согласно результатам переписи 2002 года, в национальной структуре населения русские составляли 88 % (фактически — кряшены).